# Horosedly

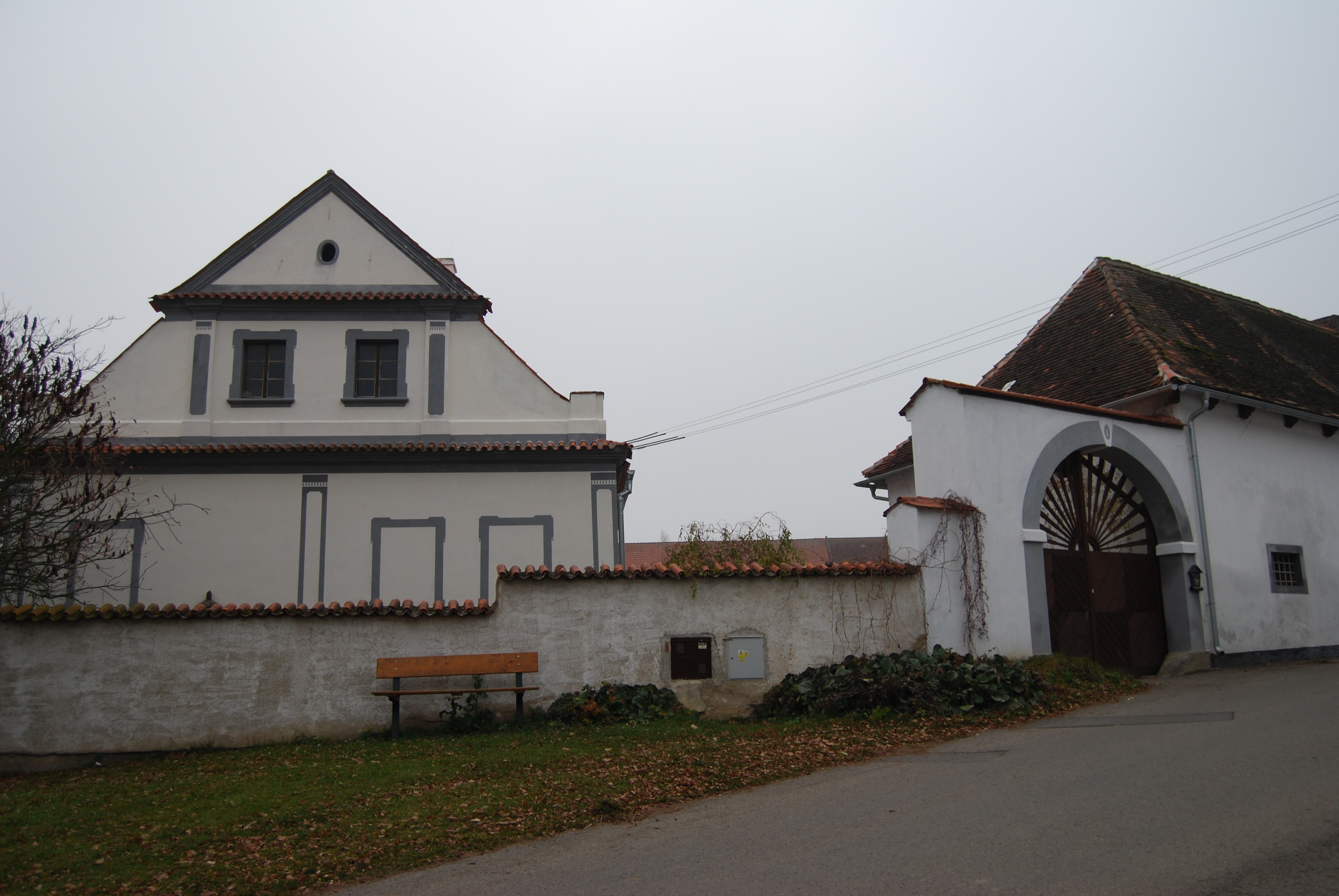
Schloss Horosedly

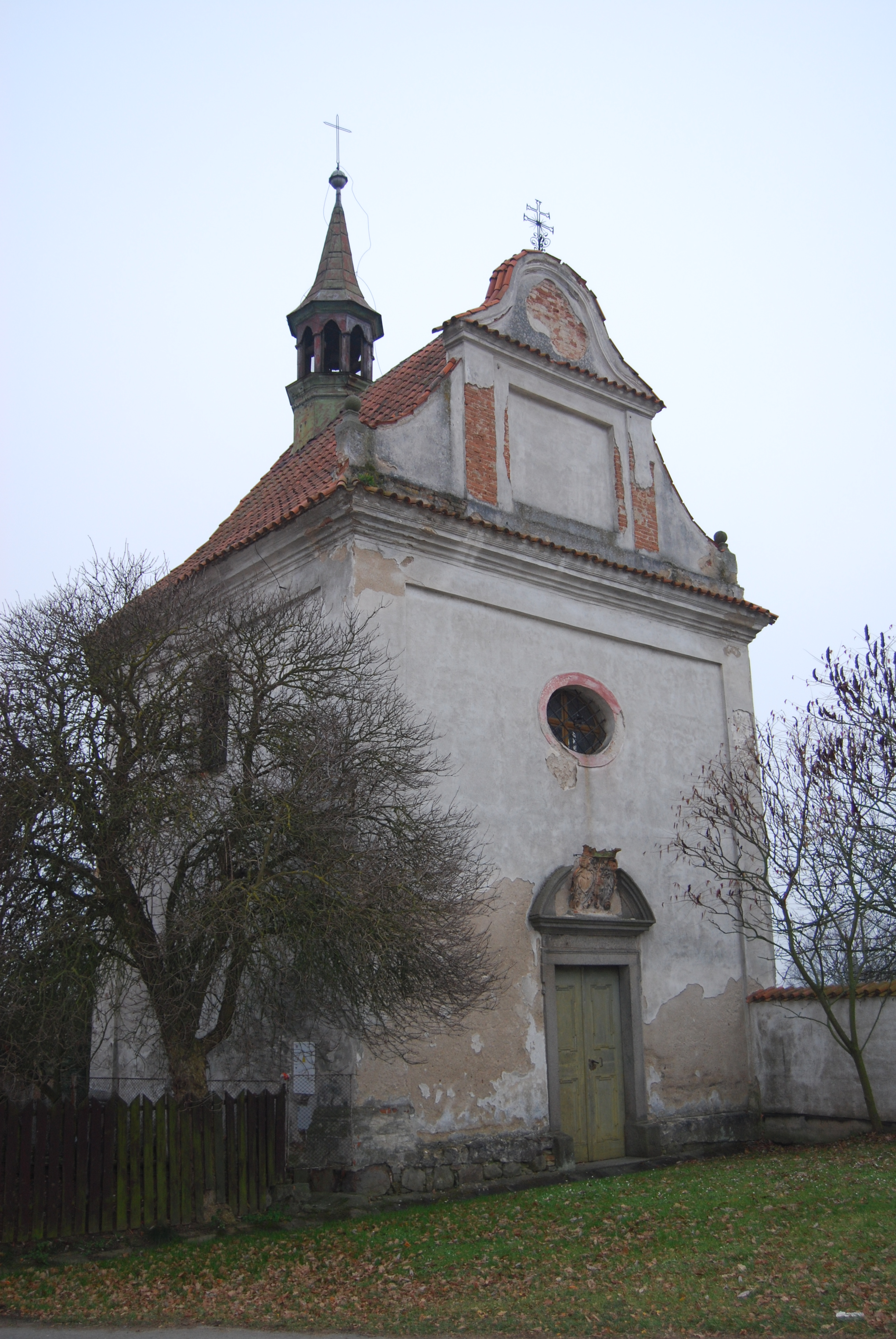
Kapelle des hl. Johannes von Nepomuk

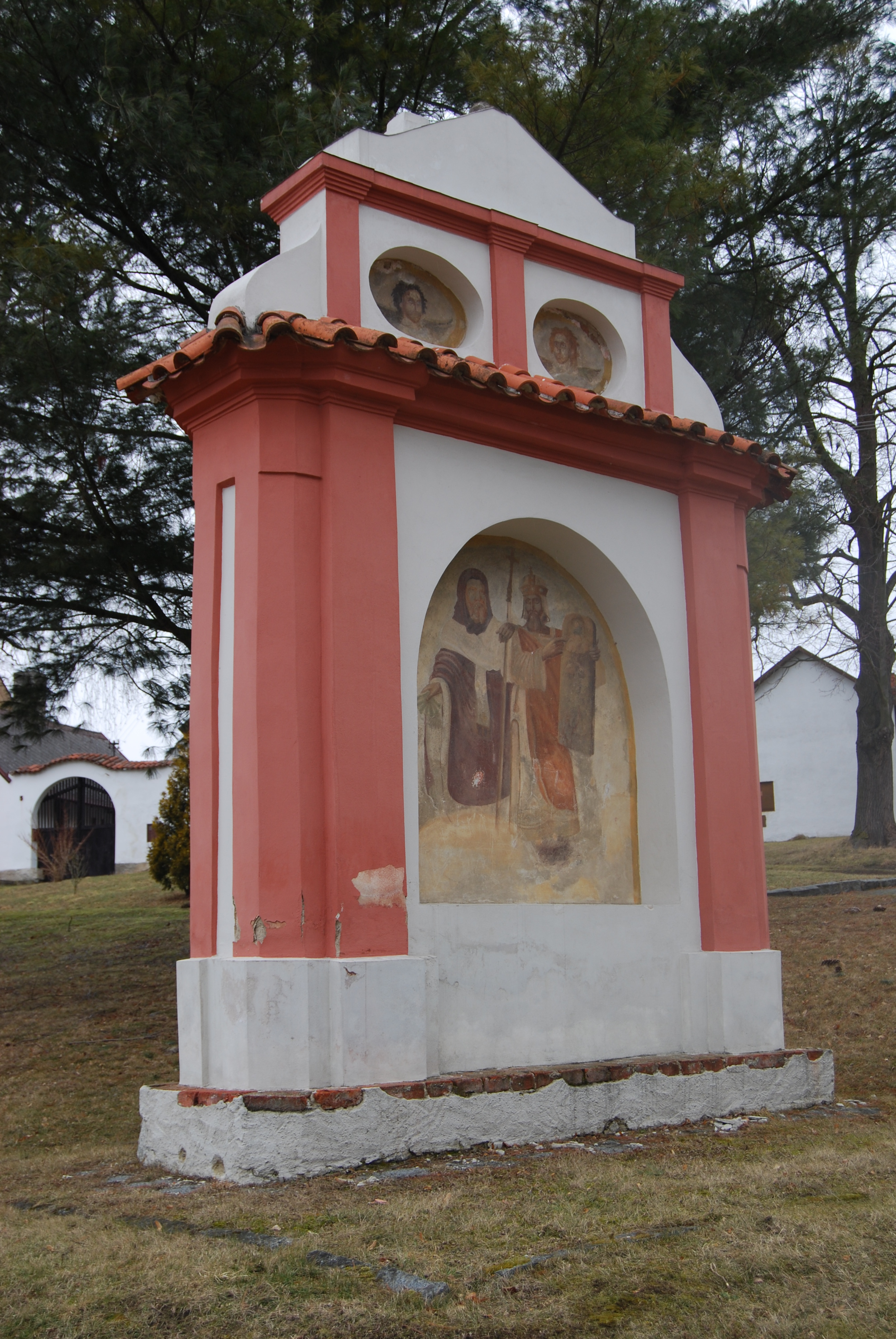
Nischenkapelle der Hll. Kyrill und Method

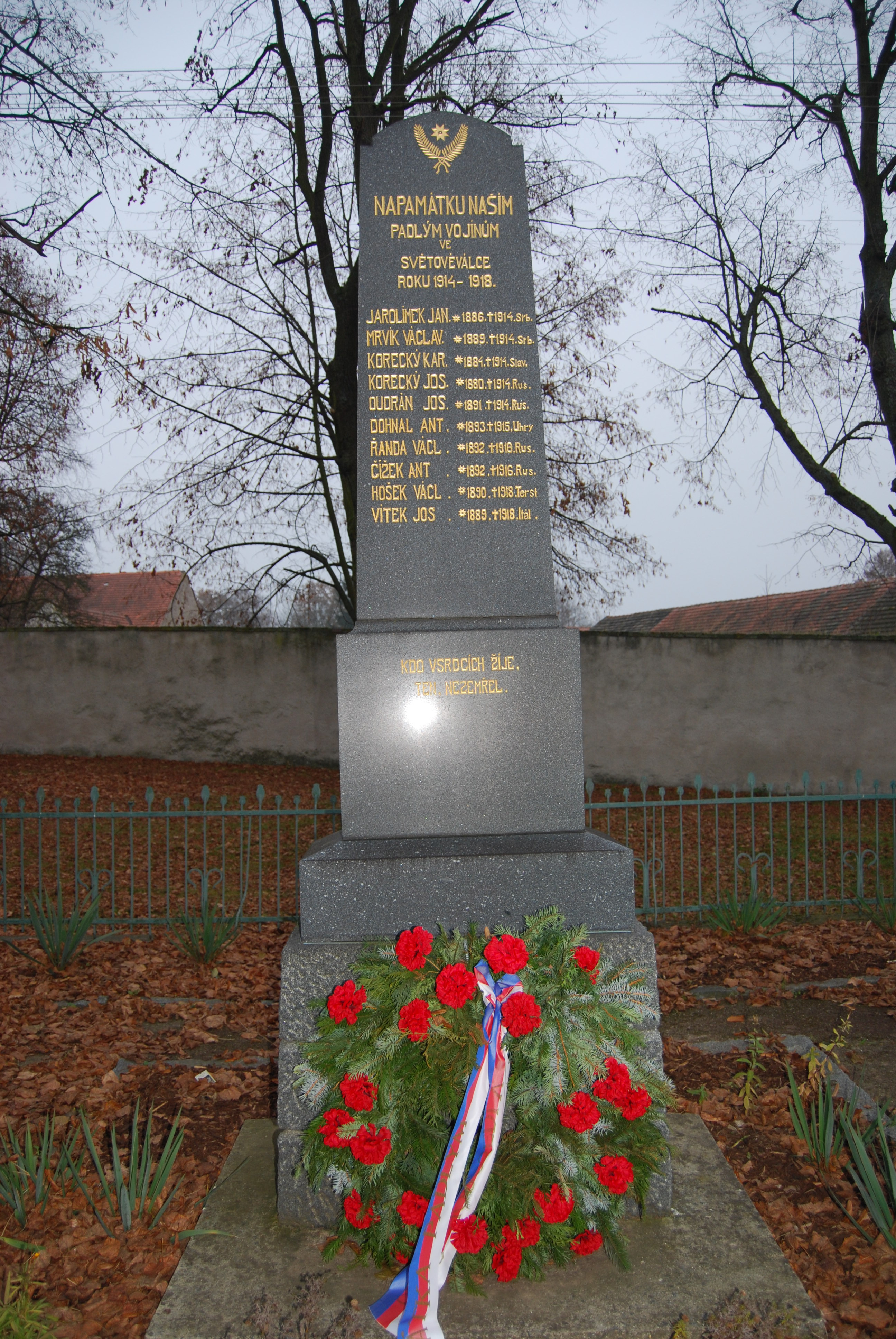
Gedenkstein für die Gefallenen des Ersten Weltkrieges

Horosedly (deutsch Horosedl, früher Horosedlo) ist eine Gemeinde in Tschechien. Sie liegt anderthalb Kilometer südöstlich von Mirovice und gehört zum Okres Písek.

## Geographie
Nerestce befindet sich am linken Ufer der Skalice (Mirowitzer Bach) im Mittelböhmischen Hügelland. Nördlich erhebt sich der Háj (516 m), im Süden der Hradec (477 m) und der Jezvinec (545 m). Am nördlichen Ortsrand verläuft die Staatsstraße I/19 zwischen Milevsko und Březnice, anderthalb Kilometer östlich die I/4 zwischen Prag und Strakonice. Südlich führt die Bahnstrecke Protivín–Zdice an dem Dorf vorbei, die nächste Bahnstation ist Mirovice.
Nachbarorte sind Boješice und Touškov im Norden, Zalužany und Šerkov im Nordosten, Lety und Pod Homolí im Osten, Pazderna, Králova Lhota, Laziště und Nový Dvůr im Südosten, Dolní Nerestce, Horní Nerestce und Nad Řištinami im Süden, U Vršeckého, Kakovice, Slavkovice und Mišovice im Südwesten, Kuchařův Mlýn, Sochovice und Zámostí im Westen sowie Mirovice und Myslín im Nordwesten.

## Geschichte
Die erste urkundliche Erwähnung von Horusedly erfolgte 1234 als der Prager Bischof Johann II. von Dražice das Dorf vom Prämonstratenserkloster Mühlhausen erwarb. Die Besitzer des Gutes wechselten oftmals. Im Jahre 1584 erwarb der Vladike Christoph Laubsky von Lub (Loubský z Lub) Horusedly und ließ eine Feste erbauen. Zu Beginn des 18. Jahrhunderts gehörte es Johann Franz von Talmberg, ab 1713 war Johann Josef Bieschin zu Bieschin Besitzer des Gutes Horusedly mit dem Lehnhof Tauschkow und ließ die Feste zu einem Barockschloss umbauen. Dieser verkaufte das Gut an den Registrator der königlichen Landtafel, Johann Josef von Meyern. Von Meyern überschuldete sich; am 7. Jänner 1789 erwarb Johann Nepomuk zu Schwarzenberg das Gut aus einer öffentlichen Versteigerung und schlug es seiner Fideikommissherrschaft Worlik zu.
Im Jahre 1837 umfasste das Gut Horosedlo ausschließlich das gleichnamige Dorf. Dieses bestand aus 51 Häusern mit 234 Einwohnern, darunter zwei Israelitenfamilien. Im Ort gab es ein herrschaftliches Schloss mit der geschlossenen Kapelle des hl. Johannes von Nepomuk, einen Meierhof, eine Schäferei, eine Branntweinbrennerei, eine Mühle und eine Pottaschensiederei. Pfarrort war Mirowitz. Bis zur Mitte des 19. Jahrhunderts bildete das Gut Horosedlo einen Teil der Fideikommissherrschaft Worlik samt den Allodialgütern Zalužan, Zbenitz und Bukowan.
Nach der Aufhebung der Patrimonialherrschaften bildete Horosedly ab 1850 Gemeinde in der Bezirkshauptmannschaft Písek und dem Gerichtsbezirk Mirovice. Zwischen 1874 und 1876 entstand die Bahnstrecke Protivín–Zdice. Am 1. April 1976 wurde Nerestce eingemeindet. Zum 1. Jänner 1983 erfolgte die Eingemeindung nach Mirovice. Seit Beginn des Jahres 1992 bildet Horosedly wieder eine eigene Gemeinde.

## Gemeindegliederung
Für die Gemeinde Horosedly sind keine Ortsteile ausgewiesen.

## Persönlichkeiten
- Bedřich Šupčík (1898–1957), der Turnolympiasieger von 1924 heiratete 1924 Marie Ledinská aus Horosedly. Nachdem er 1948 einen Herzinfarkt erlitten hatte, zog die Familie von Prag in das ruhig gelegene Horosedly. Nach einem wenig später folgenden zweiten Infarkt konnte Šupčík seine Reisetätigkeit als Brandschutzeperte und Feuerlöschervertreter nicht mehr ausüben und wurde invalidisiert. Eine Unterstützung durch das Staatliche Komitee für Körperkultur und Sport wurde Šupčík wegen seiner Mitgliedschaft im Sokol verwehrt, so dass er zur Aufbesserung seiner Invalidenrente eine Tätigkeit als Versicherungsvertreter aufnahm. Nach seinem dritten Herzinfarkt starb Šupčík im Krankenhaus von Písek. Seine letzte Ruhestätte fand er auf dem Urnenhain des Neuen Friedhofs in Mirovice.

## Sehenswürdigkeiten
- Schloss Horosedly, der eingeschossige einfache Barockbau entstand nach 1713 für Johann Josef Bieschin zu Bieschin aus der Renaissancefeste. Er bildet die südwestliche Ecke des Wirtschaftshofes. Im Zuge der Bodenreform von 1924 erwarb František Mašek den Hof mit dem Schloss von der Familie Schwarzenberg. Das Areal befindet sich seitdem im Besitz der Familie Mašek
- Kapelle des hl. Johannes von Nepomuk, errichtet im Jahre 1711 an der Feste für Johann Franz von Talmberg
- Nischenkapelle der Hll. Kyrill und Method auf dem Dorfplatz
- Statue des hl. Johannes von Nepomuk
- Gedenkstein für die Gefallenen des Ersten Weltkrieges auf dem Dorfplatz
- Gehöfte in Volksbauweise
- Mehrere Wegkreuze
- Naturdenkmal Nerestský lom, ehemaliger Kalksteinbruch südöstlich des Dorfes
- Gedenktafel für Bedřich Šupčík am Gemeindeamt, sie wurde 2003 enthüllt